# Olympische Sommerspiele 1924/Teilnehmer (Litauen)
| Gelbes Symbol für Goldmedaillen mit stilisierten Olympischen Ringen | Graues Symbol für Silbermedaillen mit stilisierten Olympischen Ringen | Braundes Symbol für Bronzemedaillen mit stilisierten Olympischen Ringen |
| ------------------------------------------------------------------- | --------------------------------------------------------------------- | ----------------------------------------------------------------------- |
| —                                                                   | —                                                                     | —                                                                       |

Litauen nahm an den Olympischen Sommerspielen 1924 in Paris, Frankreich, mit einer Delegation von 13 Sportlern in zwei Sportarten teil. Es war Litauens erste Teilnahme an Olympischen Spielen.

## Teilnehmer nach Sportarten

### Fußball
- Herrenteam, Kader
Valerijonas Balčiūnas
Vincas Bartuška
Steponas Garbačiauskas
Hansas Gecas
Jurgis Hardingsonas
Stasys Janušauskas
Leonas Juozapaitis
Edvardas Mikučiauskas
Stasys Razma
Stasys Sabaliauskas
Juozas Žebrauskas

### Radsport
- Isakas Anolikas
Straßenrennen, Einzel: Rennen nicht beendet

- Juozas Vilpišauskas
Straßenrennen, Einzel: Rennen nicht beendet